# Ceramico (Atene)
Il Ceramico (Κεραμεικός, Kerameikos, in greco) era un quartiere dell'antica Atene.
È oggi un importante sito archeologico e meta di turismo culturale; i resti più consistenti sono quelli dell'omonima necropoli, utilizzata a partire dalla fine del XII secolo a.C. e fino all'epoca romana e bizantina (VI secolo).

## Etimologia
Il nome deriva dal demo di Kerameis, che si trovava a nord-ovest dell'Acropoli, lungo il fiume Eridano.
Comprendeva un quartiere interno alle mura cittadine del V-IV secolo a.C., dove si trovavano le officine dei vasai, e la necropoli, all'esterno delle mura.
Secondo Erodoto, il nome derivava dal termine κέραμος (keramos, o "terracotta"), mentre secondo Pausania derivava da Kèramos, figlio di Dioniso e Arianna.

## Sito archeologico

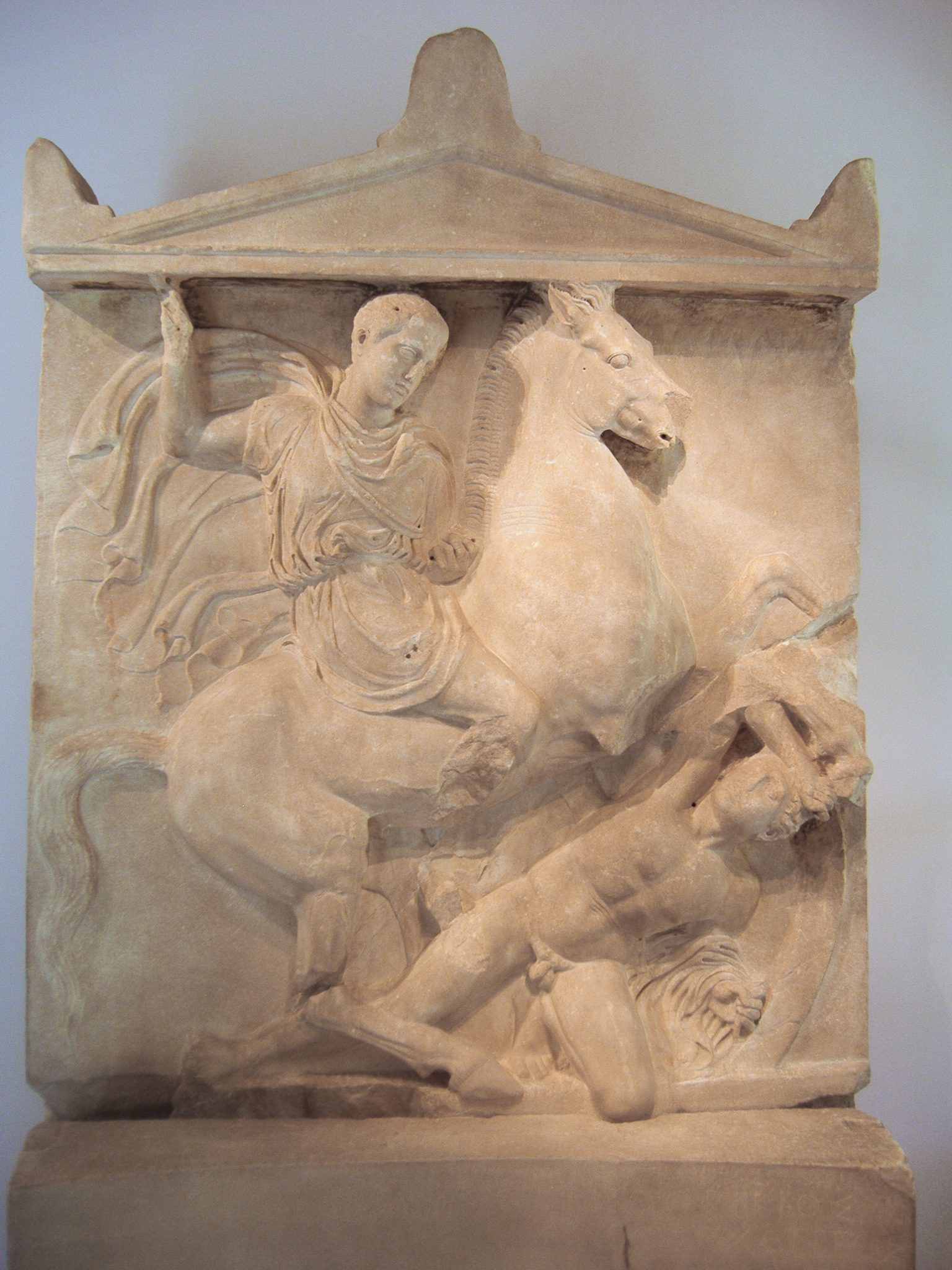
Stele funeraria di Dexileos, figlio di Lysianas, del demo di Torico (ca. 390 a.C.), oggi al Museo del Ceramico

La necropoli si era sviluppata lungo la "via dell'Accademia", dove sorgeva la scuola instaurata da Platone, che usciva dalle mura cittadine attraverso la porta detta Dipylon ("doppia porta"), e lungo la "via Sacra" che conduceva al santuario di Eleusi, ed usciva dalla città dalla "Porta Sacra".
Vi furono condotti scavi a partire dal 1863, in seguito alla scoperta di iscrizioni funerarie durante i lavori per l'apertura di una nuova strada verso il Pireo. Gli scavi sistematici di tutta la zona archeologica furono condotti a partire dal 1913 da parte dell'Istituto archeologico germanico. Interrotti nel 1916 in seguito alla prima guerra mondiale, furono poi ripresi nel 1926. Gli scavi permisero di ritrovare una grande quantità di ceramica, consentendo di definire l'evoluzione della ceramica greca attica a partire dagli stili protogeometrico e geometrico.

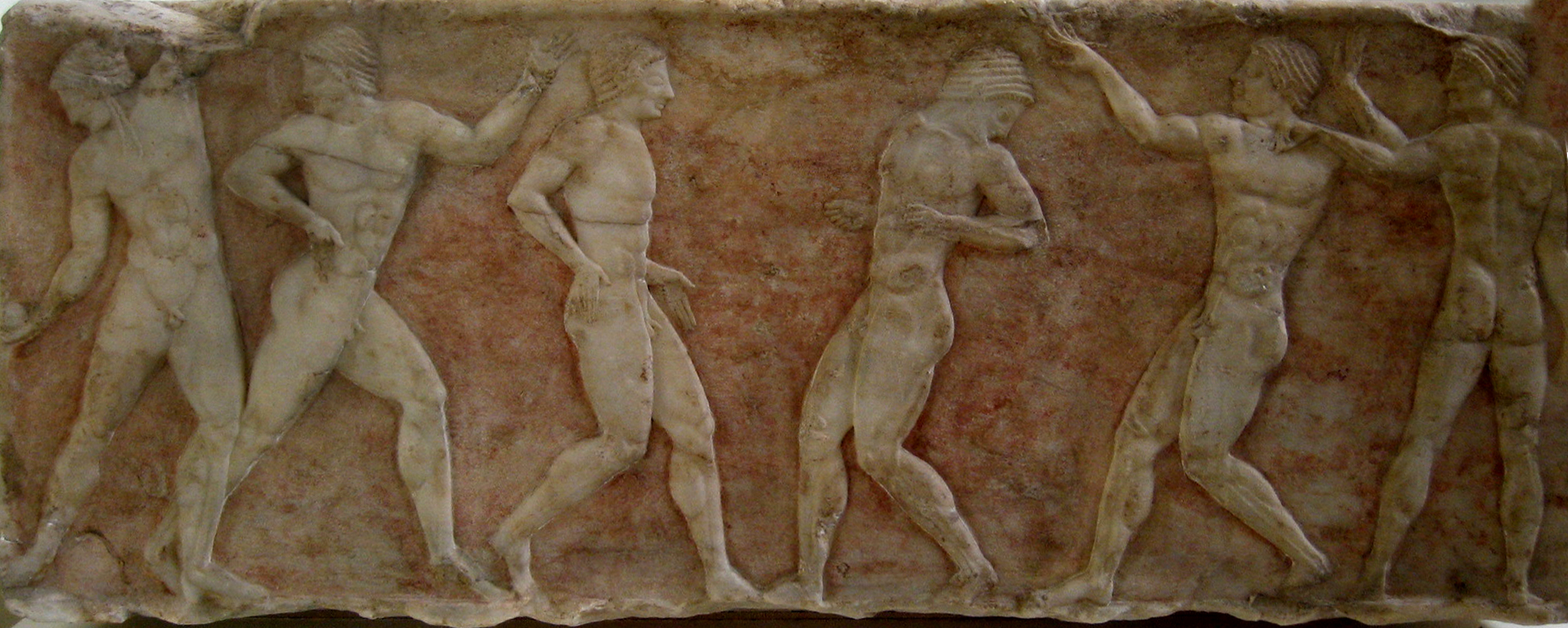
Rilievo rinvenuto nel Ceramico

Le prime tombe submicenee ad inumazione furono in seguito sostituite da tombe ad incinerazione, i cui segnacoli erano spesso grandi anfore o crateri (VIII secolo a.C. Alla fine del VII secolo a.C. apparvero le stele scolpite, prima in poros (calcare locale) e poi in marmo, e in seguito anche statue di figure umane (kuroi).
I ritrovamenti degli scavi sono custoditi nel Museo del Ceramico, adiacente all'area archeologica, inaugurato nel 1937 e ingrandito negli Anni 1960, o nel Museo archeologico nazionale di Atene. Tra questi si cita l'"Oinochoe del Dipylon", che porta la più antica iscrizione conosciuta in alfabeto greco, risalente alla seconda metà dell'VIII secolo a.C.